# Торадзе, Давид Александрович
Дави́д (Карама́н) Алекса́ндрович Тора́дзе (груз. დავით (გუგული) ალექსანდრეს ძე თორაძე; 1922—1983) — советский грузинский композитор и педагог. Народный артист Грузинской ССР (1961).

## Биография
Родился 14 апреля 1922 года в Тифлисе (ныне Тбилиси, Грузия). В 1937—1939 годах учился в Тбилисской консерватории у профессоров С. В. Бархударяна (композиция) и А. Д. Вирсаладзе (фортепиано), в 1939—1941 годах — в МГК имени П. И. Чайковского у профессора Р. М. Глиэра (композиция). В 1962—1968 годах — заместитель председателя правления Союза композиторов Грузинской ССР. В 1954 году становится педагогом композиции и инструментовки в Тбилисской консерватории, с 1973 года — профессор. Писал песни и романсы на стихи грузинских поэтов, а также музыку для театра и кино. Член ВКП(б) с 1951 года.
Умер 8 ноября 1983 года. Похоронен в Тбилиси в Дидубийском пантеоне.

## Театр
- «Комедия одной ночи» К. Р. Каладзе (1943)
- «Потопленные камни» И. О. Мосашвили (1948)
- «Весна в Сакене» Г. Д. Гулиа (1950)
- «Современная трагедия» Р. С. Эбралидзе (1960)
- «День рождения Терезы» Г. Д. Мдивани (1962)

## Сочинения
- приветственная увертюра «Празднество» (1944)
- симфония № 1 (1946)
- опера «Призыв гор» (1947, Тбилиси)
- оперетта «Натела» (1948, Тбилиси)
- балет «Горда» (1949, Тбилиси)
- оперетта «Мститель» (1952, Тбилиси)
- балет «За мир» (1953, Тбилиси; 2-я редакция «Непокоренные», 1970, там же)
- опера «Невеста Севера» (1958, Тбилиси)
- «Африканские эскизы» для солистов, хора и эстрадно-симфонического оркестра (1962)
- симфония № 2 «Хвала Никорцминде» (1968)
- концерт для фортепиано с оркестром (1979)
- симфоническая пьеса «Утро»
- симфоническая пьеса «Шутка»
- хоровая симфония «Грузинские народные напевы» 7 поэм для хора, гобоя и контрабаса (1972, на стихи Г. В. Табидзе)

## Награды и премии
- орден Ленина (17.04.1958)
- орден «Знак Почёта» (1966)
- Сталинская премия второй степени (1951) — за балет «Горда»
- заслуженный деятель искусств Грузинской ССР (1956)
- народный артист Грузинской ССР (1961)
- Гран-при и золотая медаль на 7-м Международном фестивале балетных телефильмов в Нью-Йорке (1977) — за фильм-балет «Мцыри»